# Marc Dierickx
Marc Dierickx (Temse, 24 oktober 1954) is een Belgisch voormalig wielrenner.

## Levensloop
Hij was professioneel actief van 1977 tot 1993, in deze periode nam hij vijfmaal deel aan de Ronde van Frankrijk (1980, '81, '82, '83 en '84).
Hij reed voor de wielerploegen Marc Zeepcentrale (1978 - 1980), DAF Trucks (1981 - 1982), Jacky Aernoudt (1983), Europ Decor (1984), Safir (1985), Kwantum Hallen (1986), PDM (1987 - 1988), Domex (1989), Weinmann (1990 - 1991), Assur Carpets (1992) en Trident (1993). Hij won in totaal 10 wedstrijden.
Dierickx was tijdens zijn carrière helper van Adrie van der Poel. Nadien bleef hij actief in de entourage van Van der Poel en het veldrijden.. Alhoewel hij nooit aan veldrijden deed, werd hij parcoursbouwer en sportdirecteur bij Beobank-Corendon, de ploeg van Mathieu van der Poel.

## Resultaten in voornaamste wedstrijden
| Jaar | Milaan-San Remo | Gent-Wevelgem | Ronde van Vlaanderen | Kuurne-Brussel-Kuurne |
| ---- | --------------- | ------------- | -------------------- | --------------------- |
| 1979 |                 |               | 25e                  |                       |
| 1980 | 85e             |               |                      |                       |
| 1981 |                 | 50e           |                      |                       |
| 1984 |                 | 101e          |                      | Brons                 |
| 1991 |                 | 155e          |                      |                       |